# Min Tanaka
Min Tanaka (japonsky 田中泯, Tanaka Min; * 10. března 1945) je japonský tanečník a herec. Již několikrát vystupoval v Česku, poprvé již v roce 1984. 5. června 1994 se účastnil otevření Divadla Archa v Praze, hudební doprovod mu zde dělal John Cale.

## Filmografie
- The Twilight Samurai (2002)
- The Hidden Blade (2004)
- House of Himiko (2005)
- Tekkon Kinkreet (2006) (voice)
- Map of the Sounds of Tokyo (2009)